# Łany (Rudziniec)
Łany (deutsch Lohnia, 1936–1945 Hubenland) ist eine Ortschaft in Oberschlesien. Sie liegt in der Gemeinde Rudziniec (Rudzinitz) im Powiat Gliwicki (Landkreis Gleiwitz) in der Woiwodschaft Schlesien.

## Geschichte

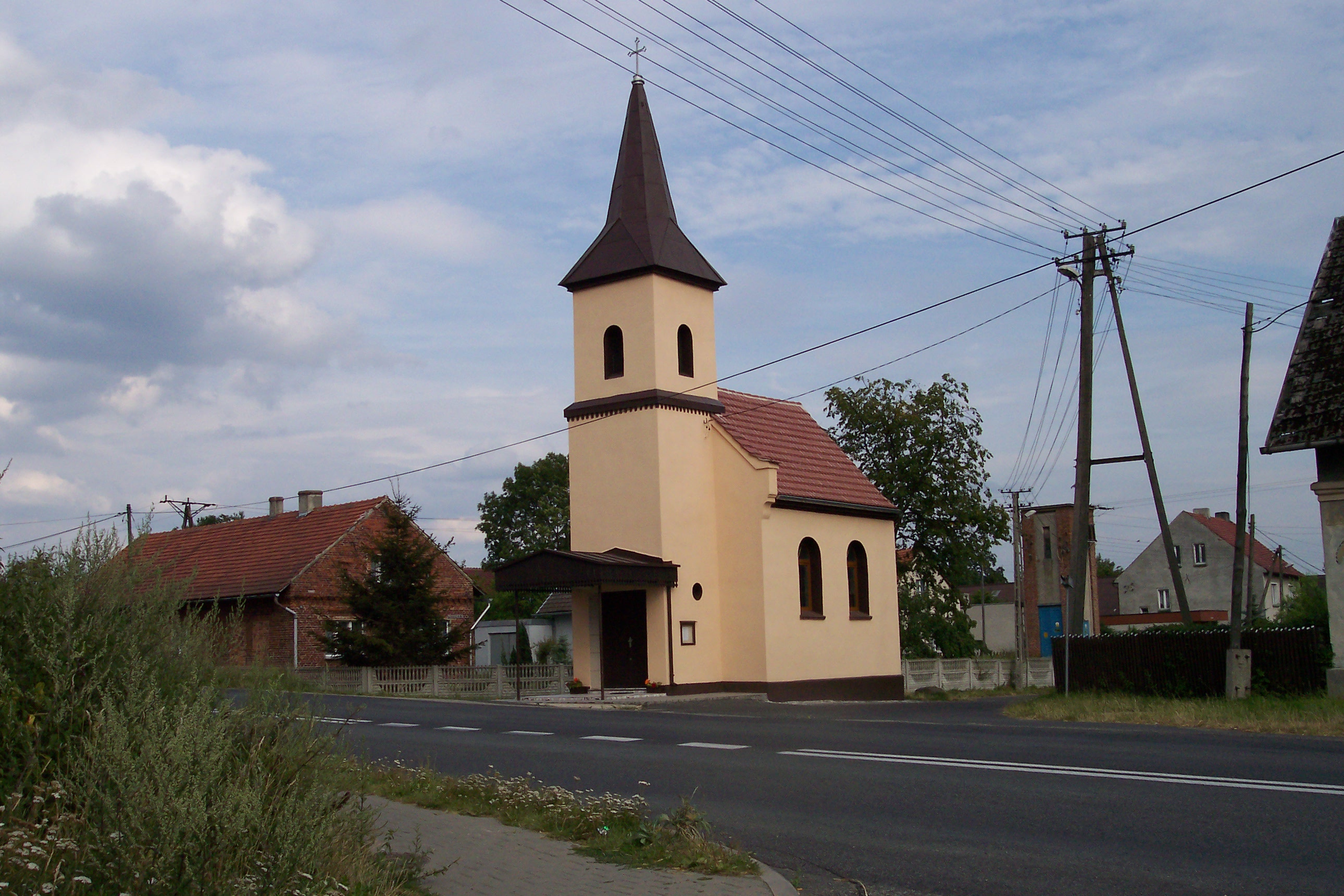
Wegkapelle

Der Ort entstand spätestens im 13. Jahrhundert. 1295–1305 wurden drei Orte im Liber fundationis episcopatus Vratislaviensis (Zehntregister des Bistums Breslau) mit dem Namen „Lana“ urkundlich erwähnt. Sie wurden unterschieden als Lana Virbece, Lana Colende und Lana Stesconis. Diesen Erwähnungen werden die Orte Lona und Lany, die heute vereinigt sind, und Lohnia zugeordnet. Der Name leitet sich von den Wörtern Lahn (Flächenmaß) bzw. Lehen ab. Bei archäologischen Grabungen in Ortsnähe wurden Funde der Lausitzer Kultur aus der Hallstattzeit gefunden. 1416 folgte eine Erwähnung als „Lanaw“.
Der Ort wurde 1783 im Buch Beyträge zur Beschreibung von Schlesien als Lohnia erwähnt, gehörte einem Herrn von Strachwitz und lag im Kreis Tost des Fürstentums Oppeln. Damals hatte er 95 Einwohner, ein Vorwerk, ein Frischfeuer, zwölf Bauern und drei Gärtner. 1865 bestand Lohnia aus einem Gut und einem Dorf. Das Gut hatte ein auffallend große Schafzucht mit 1300 Merinoschafen. Der Ort hatte zu diesem Zeitpunkt 16 Bauernstellen, 14 Gärtnerstellen und 24 Häuslerstellen, sowie eine an der Klodnitz gelegene amerikanische Mühle mit vier Gängen. Die Einwohner waren nach Chechlau eingepfarrt und eingeschult.
Bei der Volksabstimmung in Oberschlesien am 20. März 1921 stimmten vor Ort 98 Wahlberechtigte für einen Verbleib Oberschlesiens bei Deutschland und 253 für eine Zugehörigkeit zu Polen. Lohnia verblieb nach der Teilung Oberschlesiens beim Deutschen Reich. 1936 wurde der Ort im Zuge einer Welle von Ortsumbenennungen der NS-Zeit in Hubenland umbenannt. Bis 1945 befand sich der Ort im Landkreis Tost-Gleiwitz.
1945 kam der bis dahin deutsche Orte unter polnische Verwaltung und wurde anschließend der Woiwodschaft Schlesien angeschlossen und ins polnische Łany umbenannt. 1950 kam der Ort zur Woiwodschaft Kattowitz. 1999 kam der Ort zum wiedergegründeten Powiat Gliwicki und zur Woiwodschaft Schlesien. 2000 wurde die neue Kirche geweiht.

## Bauwerke
- Die Kapelle mit Glockenturm. Auf dem barocken Altar befindet sich die Madonna von Lohnia, eine spätgotische Holzfigur eines unbekannten mittelalterlichen Künstlers, umgeben von Figuren des heiligen Petrus mit einem Schlüssel in der Hand und des heiligen Paulus mit einem Schwert, die vermutlich aus späterer Zeit stammen. Die Madonnenfigur hat eine gotische Krone und hält das Jesuskind auf dem linken Arm. Das Kind hält eine Feige in der Hand. Der Gleiwitzer Bildhauer G. Ferrantino hat die Figur restauriert. Außerdem finden sich mehrere Ölgemälde in der Kapelle.[5]
- Sühnekreuz
- Wegkreuz